# Umm as Sabaan
Umm as Sabaan (en árabe: ام الصبان) es un isla en Baréin. Se encuentra frente a la esquina noroeste de la isla de Baréin, cerca de la aldea de Budaiya, y al este de la isla de Jidda.
La isla es propiedad privada de Shaikh Mohammed bin Salman Al Khalifa, tío del actual rey, Hamad bin Isa al Khalifa, y el hermano del primer ministro Khalifa bin Salman Al Khalifa. Shaikh Mohammed nombró la isla en honor de sí mismo como Al Mohammadiya (en árabe: المحمدية).
En la década de 1930, el príncipe de Baréin dio la isla como un regalo a Max Thornburg, un ejecutivo de la petrolera estadounidense Caltex. Él la utilizó como su residencia privada y oficina.